# Pedro de Salazar y Mendoza
Pedro de Salazar y Mendoza (Toledo 1549 - Toledo 1629), fou un clergue secular i historiador castellà. Emparentat amb la Casa de Mendoza com a rebesnet del Cardenal Mendoza, va emprendre la carrera religiosa. Va estudiar a la Universitat de Salamanca, va ser administrador de l'Hospital de Sant Joan de Toledo i canonge penitenciari de la Catedral de Toledo des de 1614. En ambdós càrrecs va actuar com a mecenes d'El Greco, de qui va ser amic personal. Va ser un prolífic i erudit escriptor de cròniques, d'història, de llinatges i de dignitats seglars de Castella. La seva fama de genealogista li va portar també acusacions d'alterar la documentació per provar llinatges segons el gust del client.

## Obres
- Crónica del gran cardenal de España Don Pedro Gonçalez de Mendoça,.... María Ortiz de Sarauia, Toledo. 1625. Referida al seu rebesavi.
- Crónica de los Ponce de León, editada el 1620 amb gravats d'Alardo de Popma sobre dibuixos d'Antón Pizarro.
- Monarquía de España. J.Ibarra, Madrid. 1770-71. 3 toms.
- El glorioso San Idefonso, arçobispo de Toledo, primado de las Españas. Diego Rodríguez, Toledo. 1618.
- Origen de las dignidades seglares de Castilla y Leon.... Diego Rodríguez de Valdiuielso, Toledo. 1618. Reeditada el 1998 per la Universitat de Granada.
- Crónica de la provincia de Castilla. Cisneros, Madrid. 1977.
- Chronica del Cardenal Juan Tavera. Pedro Rodríguez, Toledo. 1603.
- Memorial del hecho de los Gitanos..... ¿Toledo?, ¿1618?
- Carta de Don Pedro Salazar de Mendoza a Diego Sarmiento de Acuña. 1612.
- Vida y sucesos prosperos y adversos de don fr. Bartolome de Carranza y Miranda, arzobispo de Toledo. J.Doblado, Madrid. 1788.